# Мальборо-хаус
Ма́льборо-хаус (англ. Marlborough House) — особняк на улице Пэлл-Мэлл в Лондоне, столице Великобритании. Построен с восточной стороны Сент-Джеймсского дворца в первые годы XVIII века. В настоящее время в особняке находится штаб-квартира Содружества Наций.

## История

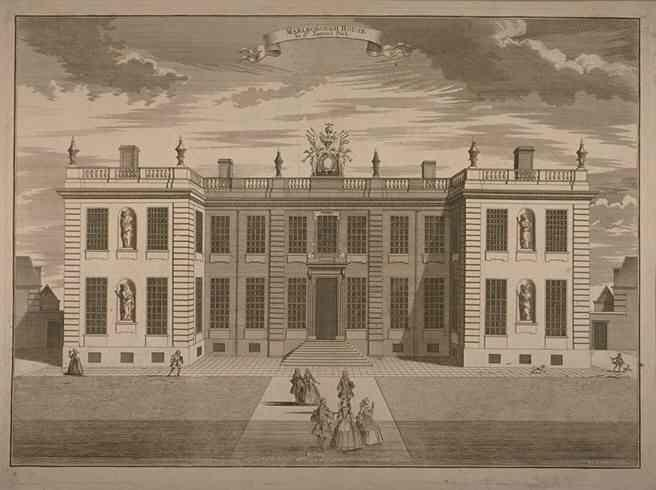
Первоначальный вид особняка

Особняк был построен для Сары Черчилль, герцогини Мальборо — ближайшей подруги и конфидантки королевы Анны. Герцогиня хотела, чтобы её новый дом был «прочный, простой, удобный и хороший». Архитекторы отец и сын Рен разработали проект кирпичного здания с рустованными угловыми камнями, строительство которого было завершено в 1711 году. На протяжении столетия служил лондонской резиденцией потомков Сары Черчилль, которые носили титул герцогов Мальборо.
Особняк отошёл короне в 1817 году. В 1820-х годах был создан план по сносу здания и создании на его месте террасы, аналогичной по размерам двум террасам Карлтон-хауса. Эта идея уже была отражена на некоторых картах того времени, но так и не была реализована. Мальборо-хаус стал использоваться членами королевской семьи, в частности вдовствующими королевами и старшими сыновьями монархов. Так, королева Аделаида стала использовать особняк для своих нужд ещё при жизни мужа в 1831 году, а после его смерти в 1837 году и до своей собственной в 1849 году проживала в нём постоянно.

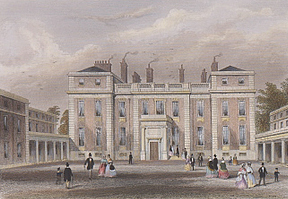
«Промежуточная версия» особняка в 1850-х

С 1853 по 1861 год принц Альберт, супруг королевы Виктории, стал использовать здание как Национальную школу искусств, позже Королевский колледж искусств. Позже (1861—1863) была расширена конструкция здания сэром Джеймсом Пеннеторном, который добавил ряд комнат на северной стороне и низкое крыльцо. Сделано это было для принца Уэльского, позже Эдуарда VII, и его жены, Александры Датской, которые сделали свой дом центром социальной жизни Лондона и проживали здесь до смерти королевы Виктории, после чего заняли трон и перебрались в Букингемский дворец.
Второй сын Эдуарда и Александры, Георг V, родился в Мальборо-хаусе в 1865 году. В 1936 году особняк стал резиденцией вдовы Георга, Марии Текской, а вслед за её смертью в 1953 году Елизавета II передала здание в распоряжение секретариата Содружества наций.

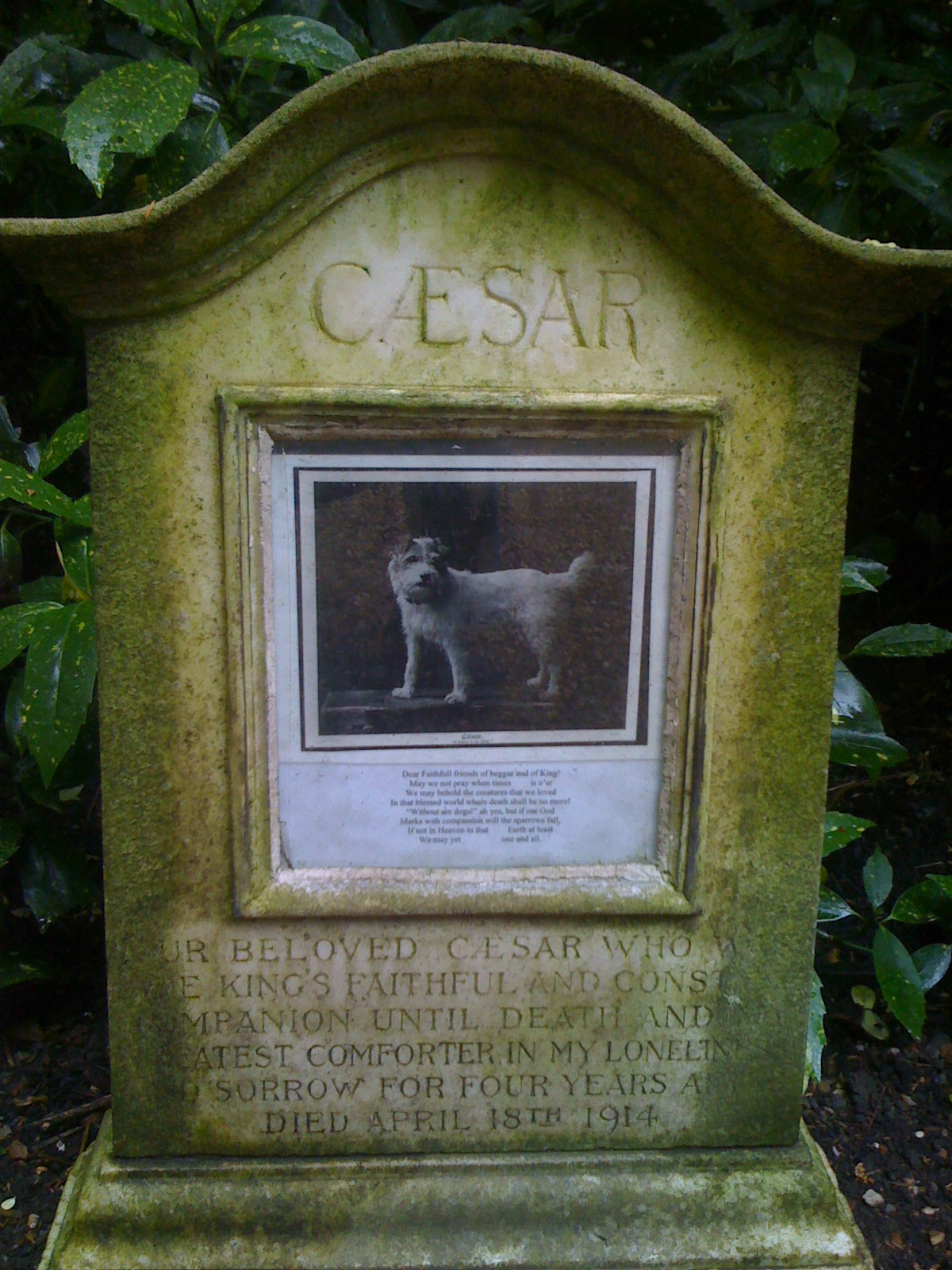
Могила на Королевском кладбище домашних животных на территории Мальборо-хауса

Почти кубический салон сохранил расписные стены, оформленные Луисом Лагьерром в виде Бленхеймской битвы (в которой 1-й герцог Мальборо командовал объединённой армией Англии и её союзников; резиденцией герцогов Мальборо был Бленхеймский дворец, один из крупнейших домов Англии). В салона были перенесены и встроены в потолок полотна, расписанные Орацио Джентилески для гринвичского Квинс-хауса в 1636 году. Обрамляют салон парные лестницы, созданные Лагьерром. Большая часть интерьеров была изменена. Более поздний мемориальный фонтан в стиле модерн—неоготики Альфреда Гилберта в Мальборо-роуд установлен в память о королеве Александре Датской; территория дома также включает в себя кладбище домашних животных и вращающийся летний домик королевы Марии.
Мальборо-хаус, как правило, открыт для общественности в период Open House London каждый сентябрь. Особняк также открыт для туристических групп по вторникам по предварительной договорённости.